# Харас Ель-Ходуд (стадіон)
Стадіон «Харас Ель-Ходуд» — багатофункціональний стадіон в Александрії, Єгипет, що вміщує 22 тисячі глядачів. Домашня арена футбольного клубу «Харас Ель Годуд».
В даний час він використовується в основному для футбольних матчів, на ньому грались матчі молодіжного чемпіонату світу U-20 2009 року та Кубка африканських націй 2006 року.